# المسؤولية العقدية
يُقصد بالمسؤولية العقدية أنّه الجزاء الذي يترتب على الإخلال بالالتزامات التعاقدية؛ لأنّ العقد يعد شريعة المتعاقدين، فإنه من الواجب احترام مضمونه وعدم الإخلال به، ويجب تحميل المسؤولية للطرف الذي أقدم على الإخلال بشروط العقد، ويترتّب عليه التعويض بسبب عدم الوفاء أو التأخّر بالوفاء بالالتزام، فللعقد قوة ملزمة للأطراف، وعلى المدين تنفيذ جميع الالتزامات الناشئة عنه، وللدائن الحق في المطالبة بالتعويض أمام الجهات القضائية عن الضرر الذي لحق به بسبب إخلال المدين بالتزاماته الناشئة عن العقد، ولو لم تتوفر سوء النية في المدين، ويجب أن تتوفر جميع أركان المسؤولية العقدية حتى يستحق الدائن التعويض عن الضرر الذي لحق به.

## أركان المسؤولية العقدية
حتى تقوم المسؤولية العقدية يجب توفّر ثلاثة أركان لهذه السؤولية مجتمعة، وهي الإخلال بالتزام عقديّ والضرر والعلاقة السببية بينهما، وعند توفّر هذه الأركان يستحق التعويض.